# Gaius Asinius Pollio (Konsul 23)
Gaius Asinius Pollio war ein in der frühen römischen Kaiserzeit lebendes Mitglied des Geschlechts der Asinier und 23 n. Chr. Konsul.
Gaius Asinius Pollio war ein Enkel des gleichnamigen Politikers und Historikers und der wohl älteste Sohn des Konsuls von 8 v. Chr., Gaius Asinius Gallus, mit Vipsania Agrippina, der vorherigen Ehefrau von Tiberius. Im Jahr 20 n. Chr. bekleidete er das Amt eines Praetor peregrinus und stieg drei Jahre danach gemeinsam mit Gaius Antistius Vetus zum ordentlichen Konsul auf. Später wurde er nach Münzzeugnissen Prokonsul der römischen Provinz Asia, allerdings erst um 38/39 n. Chr., weil sein Vater aufgrund seiner Ehe schlechte Beziehungen zu Kaiser Tiberius unterhielt.